# Ammophilomima vitiosa
Ammophilomima vitiosa là một loài ruồi trong họ Asilidae. Ammophilomima vitiosa được Wulp miêu tả năm 1872. Loài này phân bố ở miền Ấn Độ - Mã Lai.